# Cardenanthus vargasii
Cardenanthus vargasii là một loài thực vật có hoa trong họ Diên vĩ. Loài này được R.C.Foster miêu tả khoa học đầu tiên năm 1950.